# Leonardus Coenraad Zeldenrust

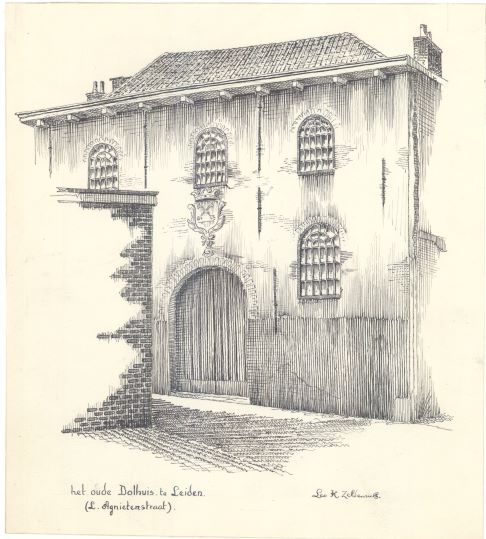
Het Oude Dolhuis aan de Sint Agnietenstraat te Leiden, thans het Rijksmuseum Boerhaave. Getekend door Leo K. Zeldenrust.

Leonardus Coenraad Zeldenrust (Den Haag, 14 januari 1905 – aldaar, 24 december 1977) was een Nederlandse kunstenaar, die zich toelegde op het tekenen van oude, karakteristieke gebouwen. Hij publiceerde zijn werk in dagbladen en schreef daar achtergrondinformatie bij. Hij was ook actief als kunst-journalist. Na de Tweede Wereldoorlog heeft hij zijn werk gepubliceerd als beschrijvingen van wandelingen langs oude gebouwen, hofjes en dergelijke in steden als Den Haag en Leiden. Hij signeerde zijn werk met Leo K. Zeldenrust.

## Levensloop
Zeldenrust werd geboren in Den Haag op 14 januari 1905 als tweede kind van de toen bekende musicus Henri Leonard Zeldenrust en zijn vrouw Justine Victorine Enthoven. Het gezin telde vier kinderen waarvan Leo de enige zoon was. Zeldenrust volgde na de lagere school en de HBS op de Koninklijke Academie van Beeldende Kunsten te Den Haag een tekenopleiding.
Zeldenrust trouwde op 24 juli 1940 met Maria Carolina Martina Blok. Leo Zeldenrust behoorde, net als de rest van zijn familie, tot het Nederlands Israëlitisch Kerkgenootschap en was dus joods. Leo overleefde, net als zijn twee jongere zussen de Tweede Wereldoorlog maar zijn ouders en oudste zus zijn in Auschwitz overleden.
Zeldenrust overleed op 24 december 1977, zijn vrouw Rie overleefde hem ruim en overleed pas op 1 december 1992.

## Auteursrecht
Het auteursrecht op de tekeningen van Leo K. Zeldenrust berust bij de stichting Beheer Erfgoed Leo Zeldenrust.

## Publicaties
Hieronder een lijst van publicaties van Zeldenrust.
Vrijwel uitsluitend bestaand uit tekeningen van Leo K. Zeldenrust:
- Verloren karakteristiek van Rotterdam, inleidende tekst H.C. Hazewinkel, Ad. Donker  - Rotterdam, 1945.
- Wandelingen door Oud Leiden, inleidende tekst N.J. Swierstra, Burgersdijk en Niermans - Templum Salomonis - Leiden, 1946.
- Wandelingen door Oud Amsterdam, inleidende tekst W.F.H. Oldewelt, Burgersdijk en Niermans - Templum Salomonis - Leiden, 1946.
- Wandelingen door Oud Utrecht, inleidende tekst J.W.C. Campen, Burgersdijk en Niermans - Templum Salomonis - Leiden, 1947.
- Wandelingen door Oud 's-Gravenhage, inleidende tekst W. Moll, Burgersdijk en Niermans - Templum Salomonis - Leiden, 1948.
- Wandelingen door de oude binnenstad van 's Gravenhage Leiden Dordrecht, Burgersdijk en Niermans - Templum Salomonis - Leiden, 1948.
- Wandelingen door Oud Dordrecht, inleidende tekst A. Mulder, Burgersdijk en Niermans - Templum Salomonis - Leiden 1949.
- Wandelingen door Oud Gouda, inleidende tekst G. C. Helbers, N.V. Johan Mulders Uitg. Mij - Gouda, 1954.
- Wandelingen door Oud Delft, inleidende tekst G. van Baren, L. Stafleu - Leiden.
- Wandelingen door Oud Haarlem, inleidende tekst G.H. Kurtz, L. Stafleu - Leiden.

Met enkele tekeningen van Leo K. Zeldenrust:
- Monnikendam, verleden en heden, Uitgave W van der Voet - Monnikendam, 1935.
- Koper, Ger, Leo Zeldenrust tekende de geschiedenis, Oud Leiden Nieuws 2021:2 18-20[2].
- Koper, Ger, Leidsch Antiek, Oud Leiden Nieuws 2022:3 20-21[5].